# میلاسین
میلاسین (به چکی: Milasín) یک منطقهٔ مسکونی در جمهوری چک است که در ناحیه ژدار ناد سازاووو واقع شده‌است. میلاسین ۲٫۱۸ کیلومتر مربع مساحت و ۴۶ نفر جمعیت دارد و ۵۴۷ متر بالاتر از سطح دریا واقع شده‌است.